# Rezerwat przyrody Strzałowo
Rezerwat przyrody Strzałowo – leśny rezerwat przyrody, położony w województwie warmińsko-mazurskim, powiecie mrągowskim w gminie Piecki, na terenie nadleśnictwa Strzałowo. Leży w granicach Mazurskiego Parku Krajobrazowego.
Został utworzony w 1958 roku w celach naukowych i dydaktycznych dla zachowania fragmentu lasu mieszanego charakterystycznego dla Puszczy Piskiej. Przedmiotem ochrony jest tu drzewostan sosnowy z domieszką dębu szypułkowego, świerka oraz lipy drobnolistnej w wieku ok. 150 lat.
Rezerwat zajmuje powierzchnię 14,12 ha (akt powołujący podawał 13,13 ha). 

## Flora
Na terenie rezerwatu i w otaczających go drzewostanach występuje dość znaczna liczba roślin zielnych, sięgająca 115 gatunków. Spośród roślin podlegających ochronie gatunkowej spotykamy tu: lilię złotogłów, wawrzynek wilczełyko, widłak jałowcowaty i widłak goździsty. Poza tym na uwagę zasługuje: orlik pospolity, naparstnica zwyczajna, rutewka orlikolistna, zachyłka trójkątna, sierpik barwierski, kokoryczka okółkowa, korzeniówka pospolita, przytulinka krzyżowa oraz czartawa drobna.